# CMJ New Music Monthly
CMJ New Music Monthly – czasopismo założone w 1993 w Nowym Jorku przez Roberta K. Habera. W kwietniu 2010 przestało się ukazywać w formie drukowanej, a od tamtego czasu istnieje tylko w formie online.
Jako czasopismo CMJ New Music Monthly był poświęcony wydarzeniom w świecie muzyki rozrywkowej, przeglądom płyt, recenzjom, informacjom z dziedziny przemysłu muzycznego (CMJ Music Marathon). Był pierwszym magazynem konsumenckim z dołączonym dodatkiem w postaci płyty CD zawierającej od 15 do 25 nagrań artystów uznanych, jak i niezależnych, nie związanych z oficjalnymi wytwórniami.